# Gilbert O’Sullivan
Gilbert O'Sullivan, született Raymond Edward O'Sullivan (Waterford, 1946. december 1.) ír énekes és dalszerző.

## Pályafutása
1960-ban Swindonba költözött, itt ébredt fel érdeklődése a zene iránt. 1967-ben egy ötéves szerződést írt alá a CBS Records-szal. Az 1960-as évek végén vette fel első dalait, azonban azok még nem voltak sikeresek. Egy ideig a hollandiai Blaricumban élt. A világhírt az 1970-es években hozták még számára a következő dalai:
- Nothing Rhymed
- Underneath the blanket go
- Alone Again (Naturally)
- No matter how I try
- Clair
- Get Down
- Ooh-Wakka-Doo-Wakka-Day
- I wish I could cry (A Robert Kennedy-gyilkosság emlékére írta)
- I'll believe it when I see it
- We Will
- Matrimony
- I don't love you but I think I like you
- Christmas Song
- What's in a kiss

1971-ben jelent meg első albuma, a Himself, mely listavezető lett. Felvette a Gilbert művésznevet.
1997-ben 14 koncertet adott Hollandiában, 2005 júniusában pedig 13 koncerten lépett fel Japánban. 2009. október 26-án a Royal Albert Hallban láthatta a közönség.

## Albumai
- 1971 Himself
- 1972 Back To Front
- 1973 I'm A Writer Not A Fighter
- 1974 A Stranger In My Own Backyard
- 1977 Southpaw
- 1980 Off Centre
- 1982 Life & Rhymes
- 1989 In The Key Of G
- 1993 Sounds Of The Loop
- 1994 By Larry
- 1995 Every Song Has It's Play
- 1997 Singer Sowing Machine
- 2001 Irlish
- 2003 Piano Foreplay
- 2006 A Scruff At Heart
- 2011 Gilbertville
- 2015 Latin ala G!

## A szépirodalomban
Bertha Bulcsu A kenguru című regényében a történet legelején a főszereplő, Varjú István vezetés közben Gilbert O’Sullivan That's Love, illetve ahogy Bertha írja: Ez a szerelem című számát hallgatja.

## Fordítás
- Ez a szócikk részben vagy egészben  a   Gilbert O'Sullivan című holland Wikipédia-szócikk fordításán alapul.  Az eredeti cikk szerkesztőit annak laptörténete sorolja fel. Ez a jelzés csupán a megfogalmazás eredetét és a szerzői jogokat jelzi, nem szolgál a cikkben szereplő információk forrásmegjelöléseként.